# Space Channel 5
Space Channel 5 (яп. スペースチャンネル5 Супэ:су Тянэру Файбу) — музыкальная видеоигра, разработанная United Game Artists под руководством Тэцуи Мидзугути, и выпущенная Sega в 1999 и 2000 годах для консоли Dreamcast. Геймплей представляет собой систему, в которой игрок должен копировать последовательность танцевальных шагов, выполняемых компьютером, которые синхронизируются с ритмом музыки. Главная песня игры «Mexican Flyer» была написана Кэном Вудмэном в 1960-х годах.
Space Channel 5 была выпущена на PlayStation 2 в 2002 году и на Game Boy Advance в 2003 году. Сиквел Space Channel 5: Part 2 был выпущен для Dreamcast и PlayStation 2 и позднее был переиздан на PlayStation 3, Xbox 360 и Microsoft Windows посредством сервисов PlayStation Network, Xbox Live Arcade и Steam соответственно.

## Игровой процесс

Герои игры (слева направо): Ягуар, Улала и Космический Майкл.

Игра вращается вокруг космического репортёра Улалы, которая должна спасти заложников и остановить врага. Каждый уровень разделён на несколько частей, вращающихся вокруг дэнс-офф (англ. Dance-offs). Кроме того, в перестрелках игрок должен повторить команды противника (вверх, вниз, влево, вправо, чу) в такт ритма. Дэнс-офф включает в себя танцы против соперника, с некоторыми различиями в зависимости от характеристик игрока. Во время перестрелки игроку надо стрелять в атакующих врагов и спасать заложников. Если игрок успешно выполняет задания, рейтинг увеличивается, а если игрок часто делает ошибки, рейтинг снижается и игрок потеряет сердца, что может привести к потере заложников. Если игрок теряет все свои сердечки в течение определённого сражения, или если рейтинг упал до слишком низкой отметки, игроку придётся проходить уровень сначала. После прохождения игры, открывается альтернативный режим истории с некоторыми отличиями.

## Сюжет
Действие происходит в будущем, в котором космическое путешествие является нормой жизни, но всё ещё трудно поддерживать рейтинг телевизионной станции. Рейтинг Space Channel 5 после нескольких лет вещания резко упал, и если что-то не будет сделано в ближайшее время, канал будет закрыт. Приход Улалы, которая помогает ведущему Space Channel 5 Фьюзу, возродила почти мёртвый 5 космический канал. Он посылает её сообщить населению о вторжении инопланетной расы под названием Моролиан.

## Разработка
При обсуждении целевой аудитории новой игры, продюсер Тэцуя Мидзугути рассказывал о концепте Space Channel 5, которая была сначала принимали как неважное задание от Sega. Издатель просили Мидзугути создать дизайн в игре для достаточно широкой аудитории, чтобы привлечь даже казуальных женщин-игроков. Сам Мидзугути заявил, что «это было первое, что я услышал о казуальных женщинах-игроках» и «поэтому я не знал, что делать. Я лично взял интервью у многих молодых девушек, пытаясь выяснить, что им нравится». По мнению Мидзугути, женщины играют в игры-головоломки, в то время как мужские игроки «хотят быть на вершине, они хотят чего-то добиться и стать чемпионами». Он настаивал на том, чтобы создать игру, которая одинаково заинтересует и мужчин и женщин.
Мидзугути также заявил, что Space Channel 5 был вдохновлён танцевальным коллективом Stomp. Ему очень понравилось исполнение, и он стал думать, почему мюзиклы были так интересны, но ещё важнее «как мы можем перенести это чувство в интерактивный процесс?». После этого началась разработка Space Channel 5.
Майкл Джексон появляется в Space Channel 5 в эпизодической роли в качестве Космического Майкла ближе к концу игры. В мае в интервью журналу EGM в 2007 году Мидзугути относительно того, каково было работать с Майклом:

Мы были в середине создания Space Channel 5, в 1998 или 1999 году. Я получил звонок из США от моего партнера — исполнительного продюсера Space Channel 5 — и он сказал: «О, Майкл хочет действовать в Space Channel 5». Я сказал: «Какой Майкл?». «Майкл Джексон? — сказал он. — Майкл Джексон — реальный Майкл Джексон».
Мой партнер показал ему от 60 до 70 процентов полной версии, когда она была почти в конце игры. У нас был один месяц, чтобы завершить создание игры. Но Майкл хотел сделать что-то, поэтому мы предположили, что если бы он был в порядке с этим, мы могли программировать людей в игру, чтобы сделать танец Майкла Джексона, когда его похитили инопланетяне. Он сказал: «Да». Изначально было пять инопланетян, которые танцевали. Одним из них стал Майкл Джексон.

У него была более заметная роль в Space Channel 5: Part 2, где он стал новым главой Space Channel 5. В то время как Улала отвлекается на поддельную информацию. Вскоре происходит нападение на штаб-квартиру и похищают Космического Майкла. Позже его спасла Улала. Затем он присоединяется к Улале и они вместе борются против разбойников Пург.
В обеих версиях игры, Майкл говорит на английском языке, в японской версии показаны субтитры на японском языке.

### Судебный иск
В начале 2003 года Леди Мисс Кир, бывший член группы Deee-Lite, инициировала судебный иск против компании Sega по обвинению в краже её бывшего образа и использования его в качестве основы для персонажа видеоигры. Иск был основан на обвинении в копировании её внешнего вида: сапогов до колен, мини-юбки и розового конского хвоста, для дизайна Улалы.
Леди Мисс Кир (настоящее имя Керин Кирби) заявила, что Sega предложила заплатить ей $ 16 000 за лицензию на её имя, имидж и песни для игры, хотя она отвергла их предложение. Кирби позже узнала, что разработчик пошёл дальше и использовал её сходство в любом случае, и она решила инициировать судебный процесс. В итоге она проиграла иск и была обязана выплатить компании Sega судебные издержки в размере $ 608 000 (вместо $ 763 000). В 2008 году её сингл «Groove Is in the Heart» был лицензирован для использования в другой видеоигре Sega Samba de Amigo для Wii, по иронии судьбы, входящий в уровень с Улалой.

### Версии и выпуски
Оригинальная версия Space Channel 5 была выпущена для консоли Dreamcast 16 декабря 1999 года в Японии, 4 июня 2000 года в США и 6 октября того же года на территории Европы. 21 декабря 2000 года в Японии было издано бюджетное издание игры под лейблом Dorikore.
Порт Space Channel 5 для консоли PlayStation 2 был выпущен 15 марта 2002 года в Европе и 12 декабря того же года в Японии. 18 ноября 2003 года в США состоялся релиз сборника Space Channel 5: Special Edition для PlayStation 2, включающий в себя Space Channel 5 и её сиквел Space Channel 5: Part 2. Несколькими месяцами ранее (6 марта в Европе и 17 июня в США) была издана версия Space Channel 5 для Game Boy Advance, известная под названием Space Channel 5: Ulala’s Cosmic Attack.

## Саундтрек
Музыка в игре была написана композиторами Наофуми Хатаей и Кэнъити Токои. Заглавной темой Space Channel 5 является песня «Mexican Flyer», написанная британским композитором Кэном Вудмэном в 1960-х годах. Музыкальный альбом с саундтреком игры был выпущен 21 февраля 2000 года лейблом Marvelous Entertainment. 16 марта 2000 года лейблом Tokuma Japan Communications был издан небольшой альбом, включающий в себя ремиксы треков из Space Channel 5.
| №                   | Название                                         | Музыка                                                          | Длительность |
| ------------------- | ------------------------------------------------ | --------------------------------------------------------------- | ------------ |
| 1.                  | «Mexican Flyer (Original)»                       | Кен Вудмэн и His Piccadilly Brass                               | 2:36         |
| 2.                  | «Option: The Reporter from SCH5»                 | Кэнъити Токои                                                   | 2:39         |
| 3.                  | «Opening Jingle: Swinging Report Show»           |                                                                 | 0:14         |
| 4.                  | «Spaceport: Introducing Ulala!!»                 | Кен Вудмэн и His Piccadilly Brass, Наофуми Хатая                | 3:22         |
| 5.                  | «Coco Tapioka: The Huge Dancer»                  | Кэнъити Токои                                                   | 3:57         |
| 6.                  | «Short Program: 01»                              |                                                                 | 1:21         |
| 7.                  | «Space Ship: Strut»                              | Кэнъити Токои                                                   | 3:09         |
| 8.                  | «Space Ship: Trapped in the Galaxy»              | Кэнъити Токои                                                   | 3:16         |
| 9.                  | «Morolina♥: The Elegant Coward»                  | Наофуми Хатая                                                   | 3:39         |
| 10.                 | «Short Program: 02»                              |                                                                 | 1:35         |
| 11.                 | «Asteroid Belt: Go! Go! „Astrobeat Jr.“»         | Наофуми Хатая                                                   | 1:37         |
| 12.                 | «Morolian’s Base: Strange Path»                  | Наофуми Хатая                                                   | 1:32         |
| 13.                 | «Morolin! Monroe!: Rapid Geminis in the Monitor» | Кэнъити Токои                                                   | 4:11         |
| 14.                 | «Morolian’s Base: Escape»                        | Наофуми Хатая                                                   | 1:12         |
| 15.                 | «Short Program: 03»                              |                                                                 | 1:24         |
| 16.                 | «Space Channel 5: Getting the Truth»             | Кэнъити Токои                                                   | 3:13         |
| 17.                 | «Evila: Attack of the Perfect Reporter»          | Наофуми Хатая                                                   | 2:51         |
| 18.                 | «Giant Evila: Space Dogfight!!»                  | Кэнъити Токои                                                   | 1:31         |
| 19.                 | «Blank TV: Ulala Support Chant»                  | Кен Вудмэн и His Piccadilly Brass, Наофуми Хатая                | 2:55         |
| 20.                 | «Short Program: 04»                              |                                                                 | 0:27         |
| 21.                 | «Ending: Pala Paya … Lounge Musique»             | Наофуми Хатая                                                   | 4:20         |
| 22.                 | «Mexican Flyer (Remix)»                          | Кен Вудмэн и His Piccadilly Brass, Наофуми Хатая, Кэнъити Токои | 5:50         |
| Общая длительность: | Общая длительность:                              | Общая длительность:                                             | 68:53        |

| №                   | Название                                       | Аранжировка          | Длительность |
| ------------------- | ---------------------------------------------- | -------------------- | ------------ |
| 1.                  | «Adam F Remix»                                 | Adam F               | 5:38         |
| 2.                  | «Mexican Flyer 2000»                           | Dr.Pris & Dr.Rachael | 5:46         |
| 3.                  | «Gomi’s Layer No Vox Mix»                      | GOMI                 | 10:38        |
| 4.                  | «Tinyvoice,Production Remix»                   | Ryosuke Imai         | 5:38         |
| 5.                  | «Mexican Flyer (Original)» (оригинальный трек) |                      | 2:35         |
| 6.                  | «Snowbird Mix»                                 | Кэндзи Иино          | 10:04        |
| Общая длительность: | Общая длительность:                            | Общая длительность:  | 40:19        |

## Восприятие
| Сводный рейтинг    | Сводный рейтинг | Сводный рейтинг | Сводный рейтинг |
| Издание            | Оценка          | Оценка          | Оценка          |
| Издание            | Dreamcast       | GBA             | PS2             |
| ------------------ | --------------- | --------------- | --------------- |
| GameRankings       | 84,22 %         | 59,42 %         | 76,00 % 80,67 % |
| Game Ratio         | 74 %            | 58 %            | 80 %            |
| Metacritic         | N/A             | 55/100          | 79/100          |
| MobyRank           | 81/100          | 61/100          | 80/100 78/100   |
| Иноязычные издания |                 |                 |                 |
| Издание            | Оценка          | Оценка          | Оценка          |
| Издание            | Dreamcast       | GBA             | PS2             |
| 1UP.com            | N/A             | N/A             | B+              |
| ActionTrip         | [ 17 ]          | [ 18 ]          | [ 19 ]          |
| Edge               | N/A             | 5/10            | N/A             |
| EGM                | 7,66/10         | N/A             | N/A             |
| Game Informer      | N/A             | 7/10            | N/A             |
| GamePro            | 4/5             | 3,5/5           | N/A             |
| GameRevolution     | B-              | N/A             | N/A             |
| GameSpot           | 7,0/10          | 4,5/10          | 6,9/10          |
| GameSpy            | N/A             | [ 26 ]          | [ 27 ]          |
| GameZone           | N/A             | 6,9/10          | N/A             |
| IGN                | 9,2/10          | 5/10            | 7,4/10          |
| Nintendo Power     | N/A             | 3/5             | N/A             |
| WorthPlaying       | N/A             | 8,0/10          | N/A             |
| GameStats          | 7,9/10 8,8/10   | 5,9/10          | 8,0/10          |

Оригинальная версия игры для Dreamcast в целом получила довольно высокие оценки. Критик из IGN оценил Space Channel 5 в 9,2 балла из 10 возможных, хваля стиль, персонажей, юмор и графику и особенно высоко отмечая музыкальное сопровождение игры. Среди недостатков обозреватель упоминает проблемы со временем и короткую продолжительность игры.

## Продолжения
Space Channel 5: Part 2 была выпущена в Японии 14 февраля 2002 года для консолей Sega Dreamcast и PlayStation 2. Версия для PlayStation 2 была выпущена в Европе (кроме Великобритании) 12 февраля 2003 года, и в Южной Америке в качестве бандла 18 ноября 2003 года. Коллекционное издание Space Channel 5: Part 2 было выпущено в Японии вместе с специальным кейсом и набором больших наушников. Широкоформатая версия игры была выпущена в 2011 году для сервисов Xbox Live Arcade, PlayStation Network и Steam, а также присутствовала в сборнике Sega Dreamcast Collection, выпущенного для Xbox 360 и PC в феврале 2011 года.
Кроме того, существовала игра Ulala’s Channel J, которая была выпущена для Vodafone.

### Появления в других играх
- Beach Spikers (GameCube) — Улала появляется как играбельный персонаж.
- Rez (Dreamcast, PS2, XBLA) — есть открываемая мини-игра «Эволюция Моролиан».
- Sega Superstars (PS2) — есть мини-игра основанная на Space Channel 5.
- Feel the Magic: XY/XX (DS) — есть мини-игра, основанная на Space Channel 5, также можно разблокировать причёску Улалы.
- Sonic Riders (PS2, GameCube, Xbox, ПК) — Улала появляется как играбельный персонаж.
- Virtua Fighter 5 (аркадный автомат, PS3, Xbox 360) — в обновлённой версии «R Revision B» в игре есть несколько элементов для кастомизации от персонажей Sega, среди них есть полный гардероб Улалы, даже включая её лазерную пушку.
- Puyo Puyo! 15th Anniversary (DS, PSP, PS2, Wii) — Моролианы фигурируют в качестве альтернативного набора блоков, также есть оформление в стиле Space Channel 5.
- Sega Superstars Tennis (PS2, PS3, Wii, DS, Xbox 360) — Улала и Пуддинг появляются в качестве играбельных персонажей. Также в игре есть теннесный корт в стиле Space Channel 5.
- Sega Splash Golf (ПК) — Улала появляется в качестве подносящей клюшек для игроков.
- Samba de Amigo (Wii) — Улала появляется в качестве гостя вместе с песней «Mexican Flyer»[38].
- Hatsune Miku: Project DIVA (PSP) — можно открыть костюм Улалы. Также в игре присутствует песня «Mexican Flyer».
- Sonic & Sega All-Stars Racing (DS, Wii, ПК, PS3, 360, iOS) — Улала появляется как играбельный персонаж. У неё есть собственный автомобиль с лазерной пушкой.
- Rhythm Thief & the Emperor’s Treasure (3DS) — в игре есть этап в стиле Space Channel 5, где Рафаэль танцует против его двойника.
- Project X Zone (3DS) — Улала появляется в качестве персонажа-помощника.
- Sonic & All-Stars Racing Transformed (PS3, Xbox 360, PS Vita, 3DS, ПК, Wii U) — Улала и Пуддинг появляются в качестве играбельных персонажей.

Улала также появилась в качестве камео в фильме 2001 года «Джози и кошечки», как часть мерчандайзинга в магазине, который посетил Вуатт, чтобы опробовать демо-диск. Кроме того, в аниме «Hi☆sCoool! SeHa Girls», посвященном играм и приставкам Sega, главные героини попадают в том числе в Space Channel 5 и помогают Улале бороться с пришельцами.

## Экранизация
Было объявлено, что Picturestart с Sega будут снимать новую экранизацию на основе Space Channel 5.